# Музей-мастерская Геворга Григоряна

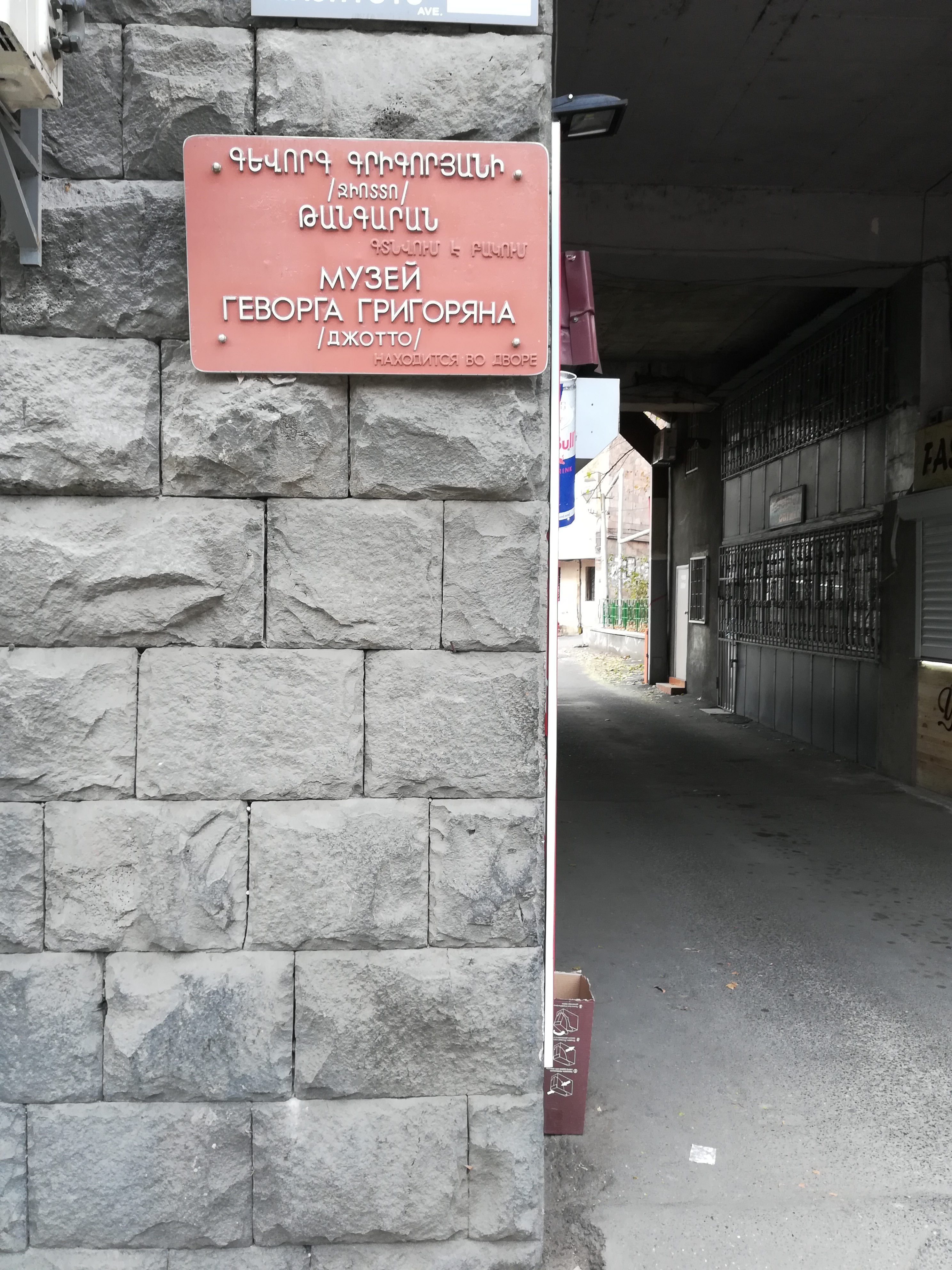

Музей-мастерская Геворга Григоряна (Джотто) (арм. Գևորգ Գրիգորյանի (Ջիոտտո) արվեստանոց-թանգարան — музей в Ереване, посвящённый жизни и творчеству знаменитого армянского художника Геворга Григоряна по прозвищу «Джотто». Расположен в районе Кентрон по адресу: проспект Месропа Маштоца, 45а.

## История
Музей был основан в 1977 году по инициативе вдовы художника Дианы Уклеба и группы художников, через 2 года стал филиалом Национальной картинной галереи Армении. Открылся 25 ноября 1980 года.

## Экспозиция
Геворг Григорян (1897—1976), которого также называют Джотто, сформировался как художник в Тбилиси и принадлежал к так называемой «тифлисской школе» в армянском изобразительном искусстве. Его тематические композиции часто посвящены Тифлису, обрисовывают атмосферу города, его быт и нравы. Значительной частью творческого наследия художника является серия портретов: М. Мецаренца, Е. Чаренца, В. Терьяна, С. Есенина, А. Тиграняна, В. Ходжабегова, Н. Пиросмани и других, а также портреты его жены, художницы и поэтессы Дианы Уклеба, выполненные в разные годы их совместной жизни. В музее представлены работы художника, архивные материалы, а также некоторые личные вещи. На первом этаже музея размещены произведения других известных художников «тифлисской школы», в одном из залов — несколько полотен Дианы Уклеба.
Музей-мастерская Джотто является своеобразным армяно-грузинским культурным центром, здесь проводятся выставки работ грузинских художников, мероприятия, относящиеся к армяно-грузинских культурных связей.

## Галерея

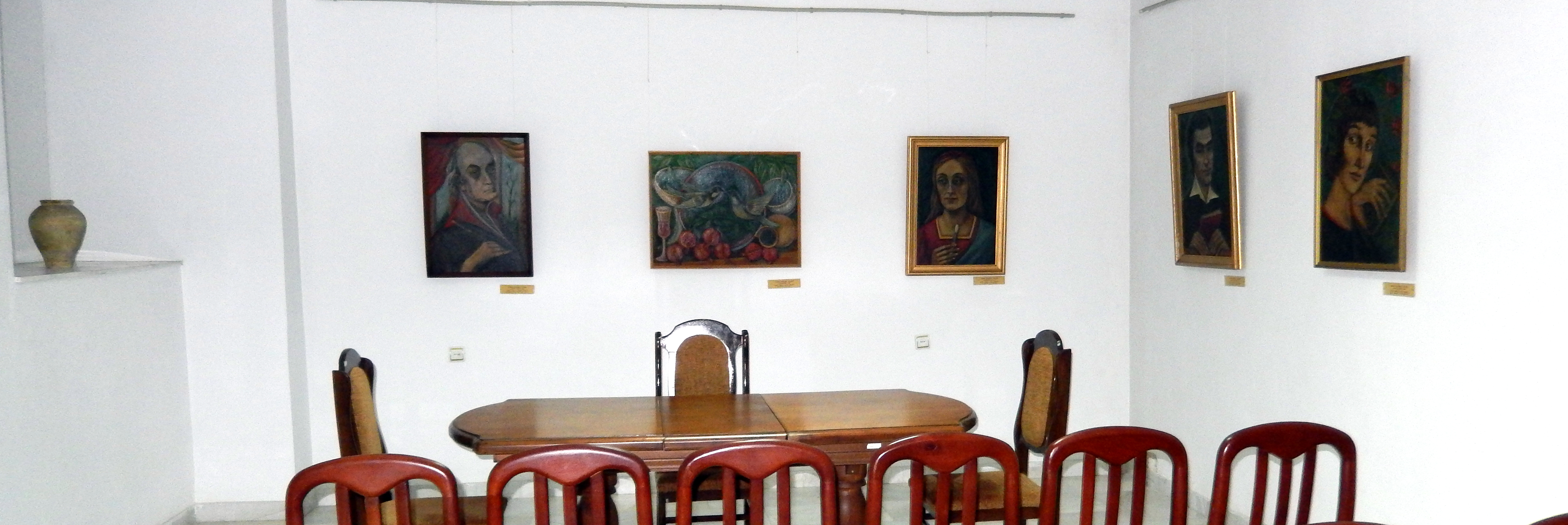
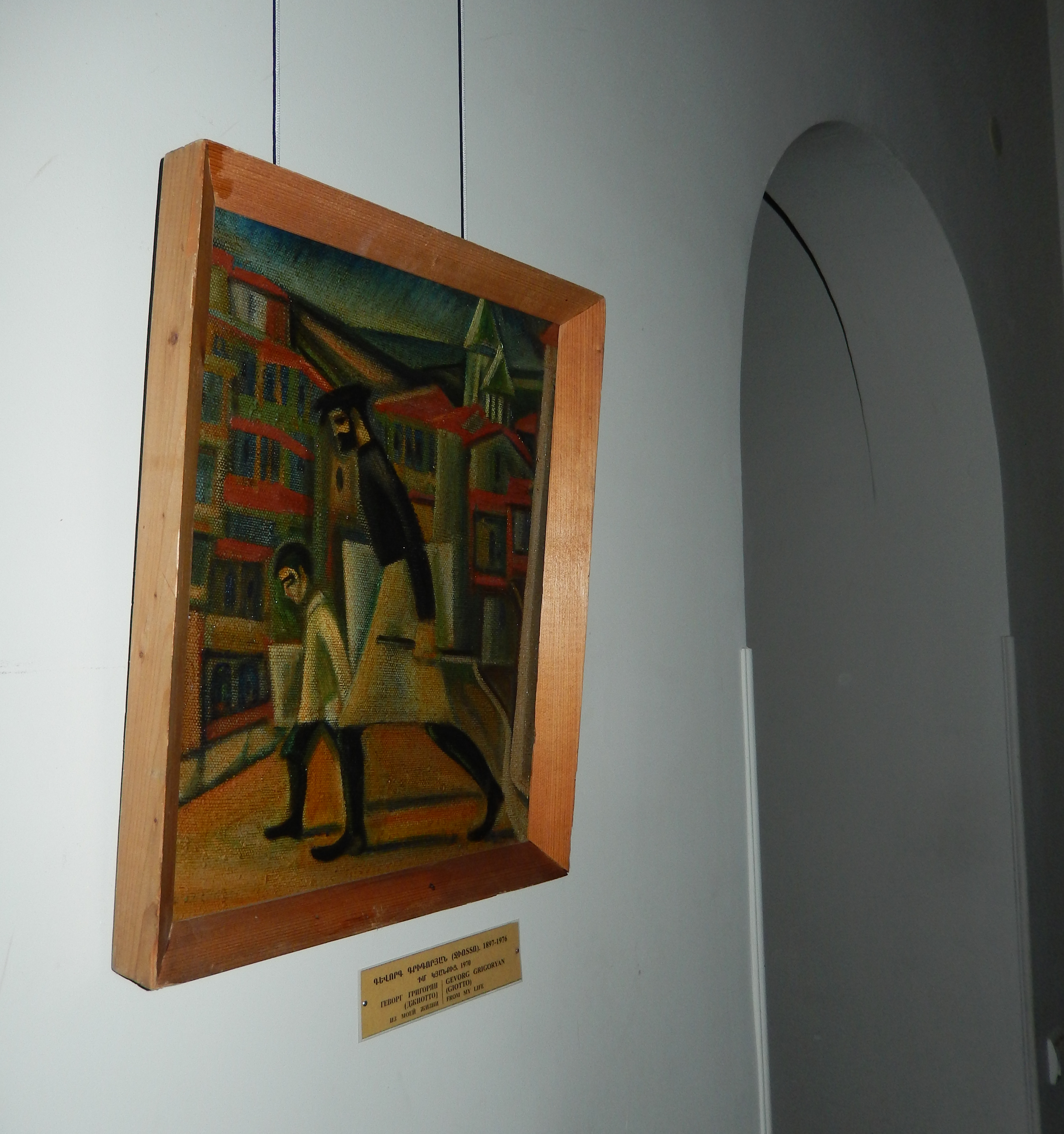
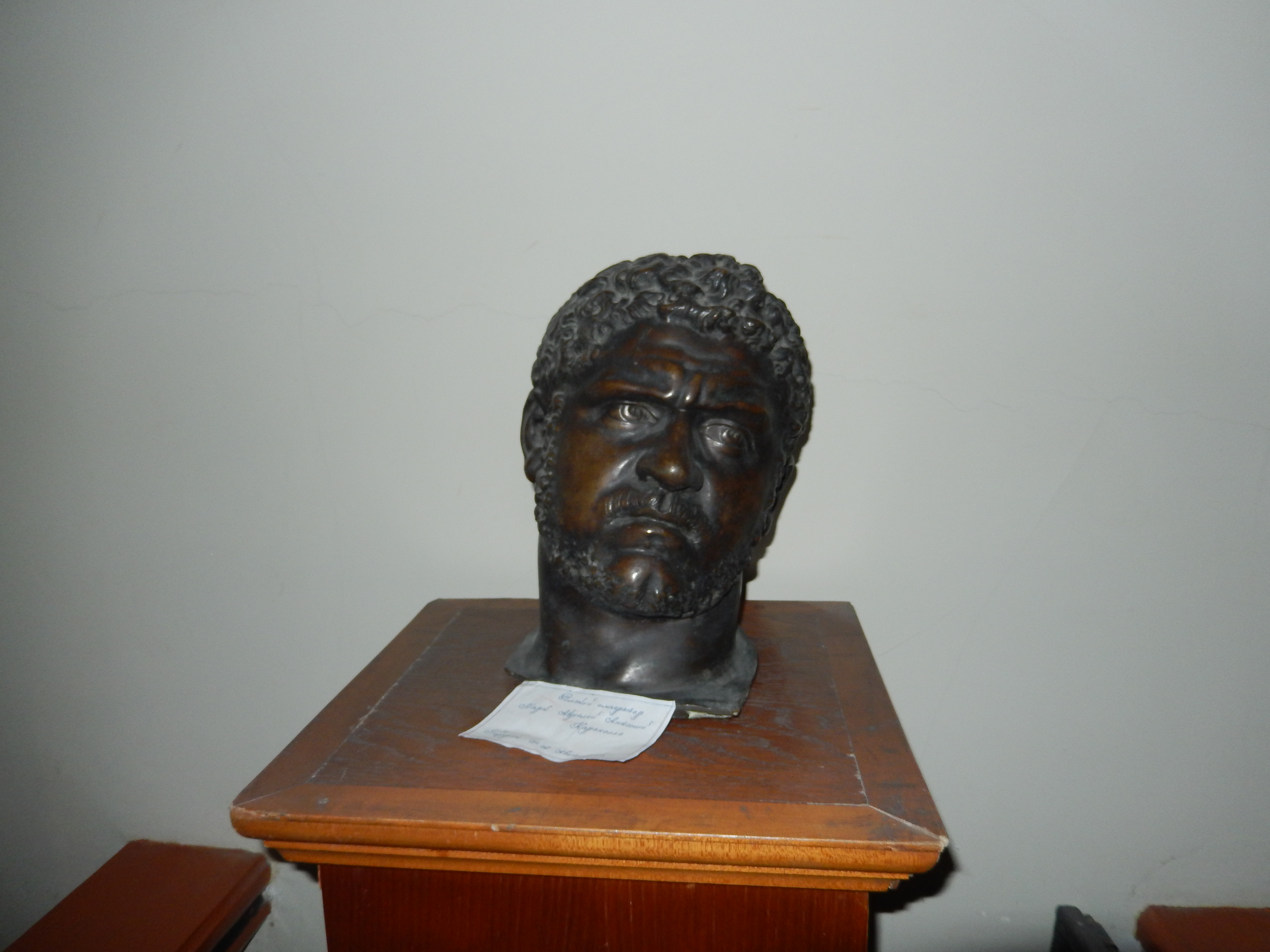
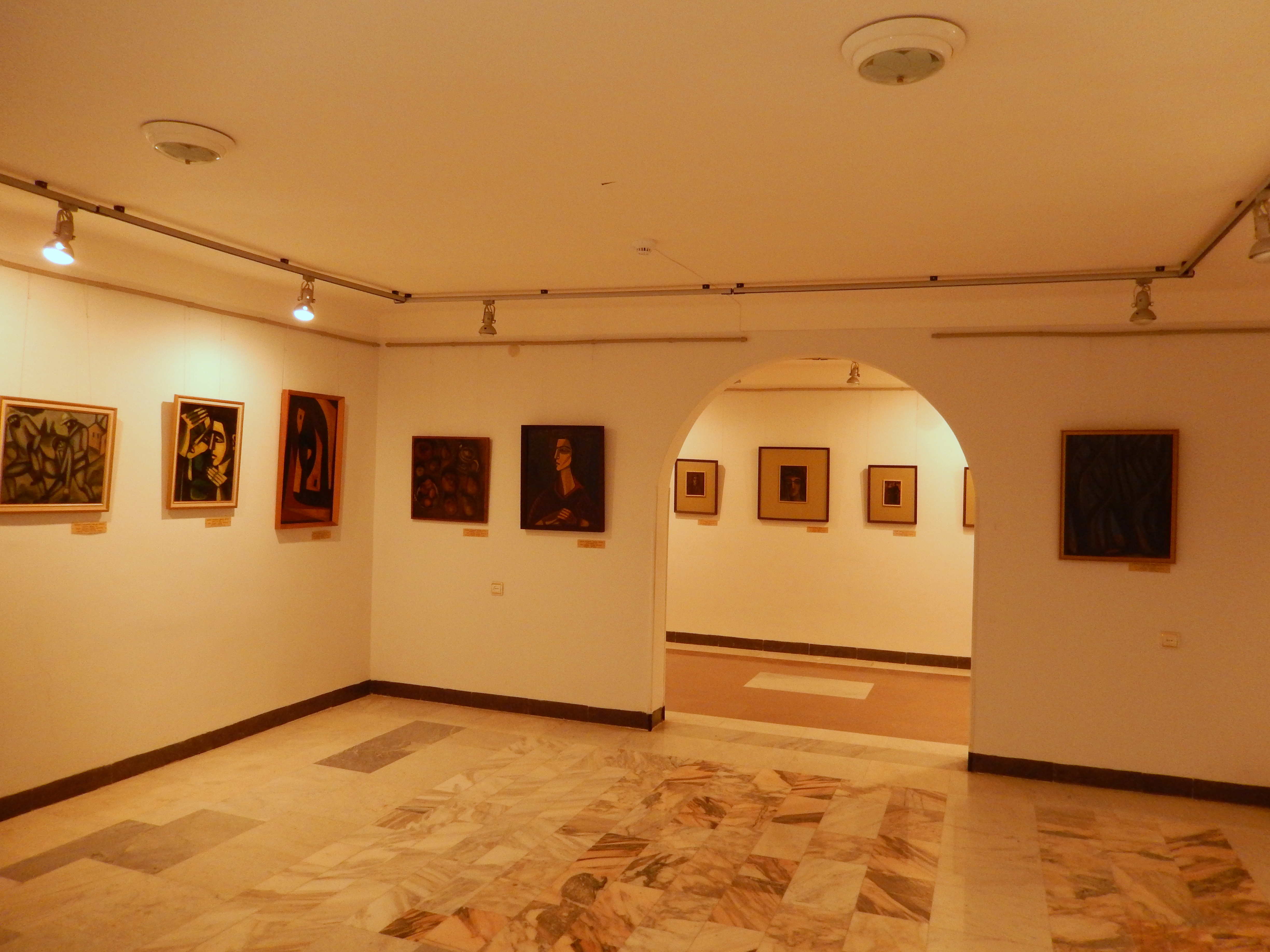